# Aluizio Abranches

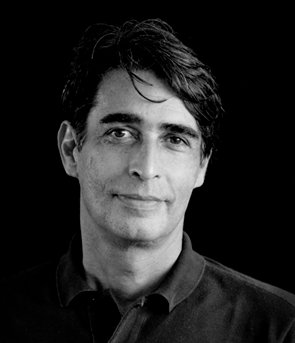
Aluizio Abranches

Aluizio Abranches (* 1961 in Rio de Janeiro) ist ein brasilianischer Filmregisseur.
Abranches studierte zunächst Wirtschaft und sammelte Erfahrungen im Filmbereich als Regieassistent und Produzent bei mehreren Filmen. Sein Debüt als Regisseur gab er 1999 mit dem Spielfilm Um copo de Cólera, der nach dem gleichnamigen Roman von Raduan Nassar entstand. Er war 2000 beim Grande Prêmio do Cinema Brasileiro in sechs Kategorien nominiert.

## Filmografie
- 1989: A Porta Aberta (Kurzfilm)
- 1999: Um copo de Cólera
- 2002: As três Marias
- 2009: From Beginning to End (Do Começo ao Fim)